# Mormonia dulana
Mormonia dulana är en fjärilsart som beskrevs av Embrik Strand 1914. Mormonia dulana ingår i släktet Mormonia och familjen nattflyn. Inga underarter finns listade i Catalogue of Life.